# OsnabrückHalle

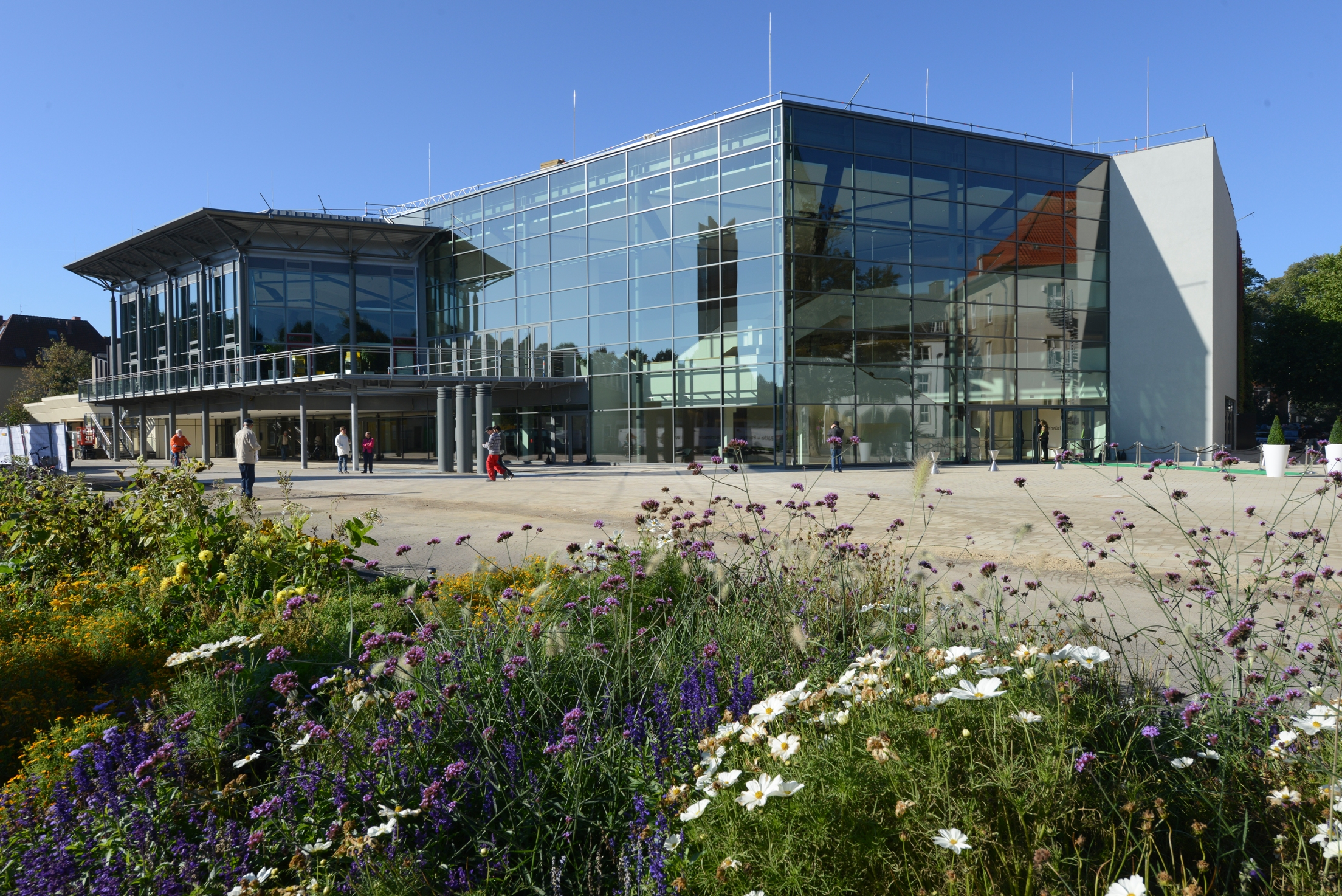
Außenansicht der OsnabrückHalle

Die OsnabrückHalle  (ehemals „Stadthalle Osnabrück“) ist ein traditionsreiches Veranstaltungsgebäude im niedersächsischen Osnabrück. Sie wird für Kongresse, Tagungen, Präsentationen, Kulturveranstaltungen und gesellschaftliche Ereignisse genutzt. Betreiberin ist die Marketing Osnabrück GmbH (vor dem 1. Mai 2020: Osnabrücker Veranstaltungs- und Kongress GmbH) der Stadt Osnabrück.

## Lage und Erreichbarkeit
Das Veranstaltungsgebäude liegt am Rande des Schlossgartens des Osnabrücker Schlosses im Stadtteil Innenstadt. Die Adresse ist Schloßwall 1–9, der Haupteingang befindet sich an einem Vorplatz an der Straße Neuer Graben. Die Osnabrücker Fußgängerzone und die historische Altstadt sind wenige Gehminuten entfernt.
Durch ihre zentrale Lage am Osnabrücker Wallring ist die Halle mit dem Auto aus allen Richtungen über die diversen Ein- und Ausfallstraßen erreichbar. Direkt unter dem Gebäude existiert eine Tiefgarage für die Gäste des angrenzenden Hotels. In ca. 200–400 Metern Entfernung können die drei öffentlichen Parkhäuser Ledenhof-Garage, Kamp-Garage und Nikolai-Garage mit zusammen rund 1.300 Stellplätzen genutzt werden.
Die Bushaltestelle Universität/OsnabrückHalle vor dem Gebäude wird von den Stadtbuslinien 21/22, 91/92, mehreren Regionallinien und dem Shuttlebus X150 zum Flughafen Münster/Osnabrück bedient. Die zentrale Umstiegshaltestelle Neumarkt ist ca. 500 Meter und der Hauptbahnhof ca. 1,3 km entfernt, beide sind von der OsnabrückHalle aus mit dem Bus erreichbar.

## Gebäude
Die gesamte Veranstaltungsfläche der OsnabrückHalle beträgt inkl. aller Foyers rund 5.000 m². Die verschiedenen Veranstaltungsräume und Foyers sind entweder einzeln nutzbar oder durch das Entfernen von Trennwänden miteinander kombinierbar. Größter Saal des Gebäudes ist der Europa-Saal im ersten Obergeschoss. Er hat eine Größe von 1.089 m². Reihenbestuhlt bietet der Saal inklusive Empore Platz für 1.800 Personen, unbestuhlt fasst das Parkett 2.861 und als Großfläche bis zu 3.350 Personen. Zweitgrößter Saal ist der 524 m² große Kongress-Saal für bis zu 600 Personen (bestuhlt) bzw. 1.250 Personen (unbestuhlt). Die weiteren Räume im ersten Obergeschoss wurden bei der Sanierung 2016 neu strukturiert. Der ehemalige Niedersachsen-Saal ging in den drei vergrößerten, nach den Osnabrücker Partnerstädten benannten Sälen Angers-Saal, Derby-Saal und Haarlem-Saal auf. Sie bieten mit einer Raumgröße von 131–368 m² Platz für Veranstaltungen mit jeweils ca. 150–600 Personen. Sieben weitere Konferenz- und Tagungsräume im Erdgeschoss sind für Veranstaltungen von zehn bis ca. 300 Personen vorgesehen.

## Geschichte

### Alte Stadthalle (1899–1944)
Im Jahr 1899 wurde bis 1901 im Auftrag der Aktiengesellschaft Osnabrücker Vereinshaus am Kollegienwall, kurz vor dem Neumarkt, die erste Stadthalle erbaut. Sie diente als Austragungsort für Feste und Veranstaltungen. Theo Burlage erweiterte 1934 zusammen mit Bruno Dichler die Stadthalle, die dann für ca. 5.000 Menschen Platz bieten konnte. Der rechte Gebäudeteil mit den Ecktürmen hatte von 1917 bis 1944 für ca. 100 Kinder als Waisenhaus gedient und dem Bischöflichen Stuhl des Bistums Osnabrück gehört. Nach einigen Luftangriffen der Alliierten im Zweiten Weltkrieg wurde im Frühjahr 1943 staatlich verfügt, dass die seinerzeit rund 70 Heimkinder evakuiert und im Mutterhaus der Franziskanerinnen in Thuine untergebracht wurden. Am 13. September 1944 wurde die gesamte Stadthalle mit allen Anbauten durch Bomben vollständig zerstört.

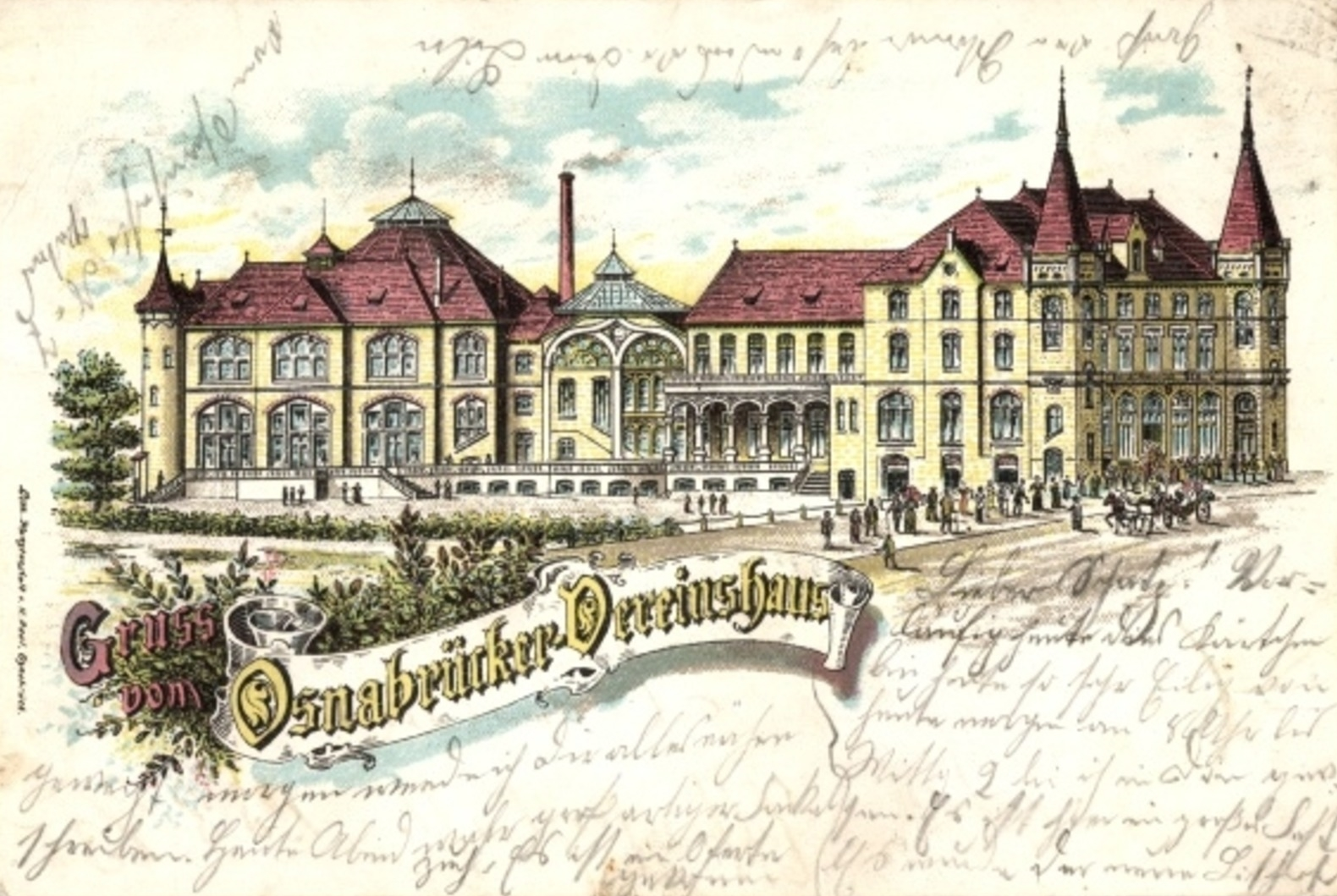
Alte Stadthalle („Vereinshaus“), Ansichtskarte von 1899
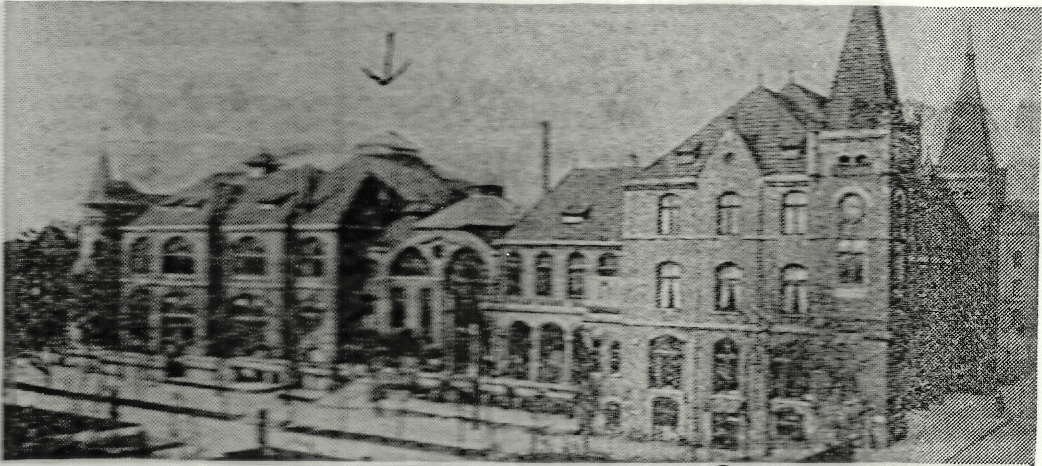
Alte Stadthalle Osnabrück ca. 1940 (rechts das Waisenhaus)
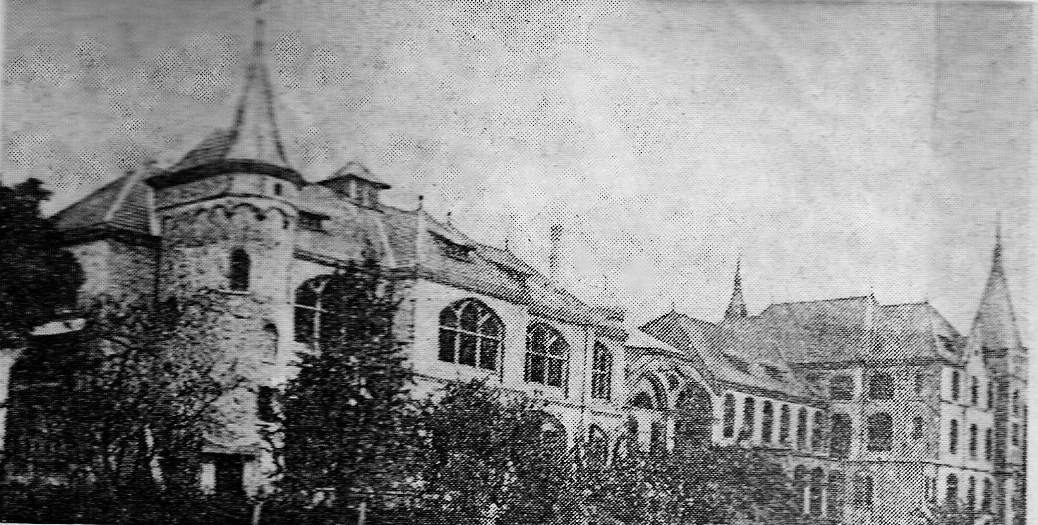
Alte Stadthalle Osnabrück um 1940
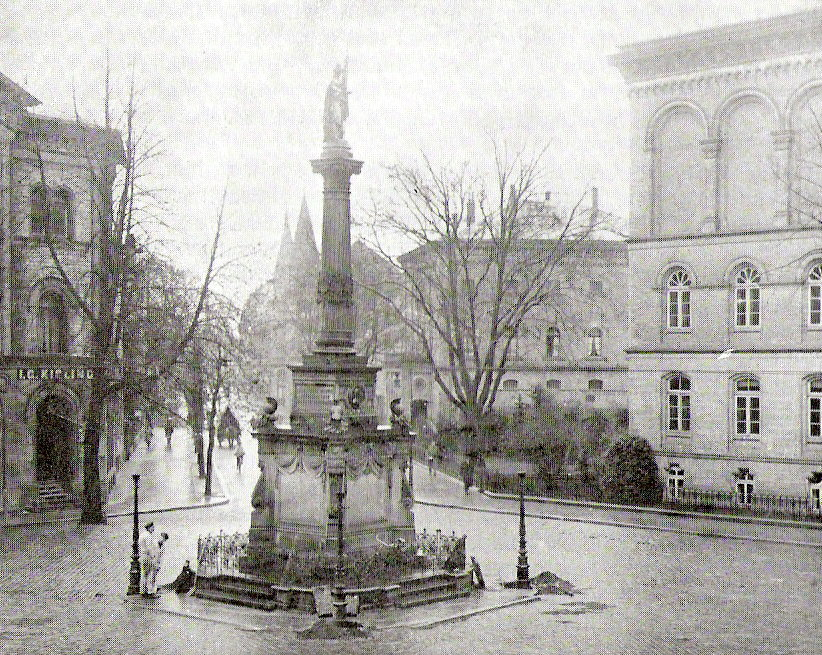
Turmspitze der alten Stadthalle Osnabrück hinter der  Siegessäule (rechts das Landgericht)

### Nach dem Zweiten Weltkrieg
Nach dem Zweiten Weltkrieg wurde im Garten der ehemaligen Stadthalle die Barackenunterkunft der Handwerkskammer Osnabrück aufgebaut. Heute steht auf diesem Gelände ein Parkhaus und direkt am Kollegienwall befindet sich das 1969 erbaute Amtsgericht. Mitte der 1970er Jahre wurde für eine Stadthalle geplant. Der Bau erfolgte im Garten des Osnabrücker Schlosses. Am 12. Januar 1979 fand die offizielle Eröffnung der Stadthalle Osnabrück statt. Die Eröffnungsphase dauert vier Tage, etwa 50.000 Gäste besichtigten das neue Veranstaltungszentrum. 1996 wurde mit der großen Stadthallenerweiterung begonnen, u. a. erfolgte der Bau des Veranstaltungsfoyers im Erdgeschoss sowie des Kongress-Saals im ersten Obergeschoss, letzter wurde am 13. Februar 1998 eröffnet.
Im Jahr 2008 wurde die Stadthalle in „OsnabrückHalle“ umbenannt.

### Neubaupläne
Zu Beginn des neuen Jahrtausends erkannte man, dass die Stadthalle Osnabrück mit ihrer Architektur und Bühnentechnik der 1970er Jahre in Zukunft über keinerlei Wettbewerbsfähigkeit mehr verfügen wird. Im Jahr 2008 kamen deshalb erste Überlegungen auf, eine moderne, auch für Sportveranstaltungen nutzbare Mehrzweckhalle an anderem Standort zu bauen und das bestehende Gebäude zur Erweiterung der Osnabrücker Hochschulen (Hochschule Osnabrück und Universität Osnabrück) an das Land Niedersachsen zu verkaufen. Diese Pläne wurden jedoch zunächst wieder verworfen. Nach einem Gutachten aus dem Jahr 2011, das die Sanierung der Halle auf 18 bis 20 Mio. EUR schätzt, kam die Diskussion erneut auf, ob ein Neubau der Halle langfristig günstiger sei. In einer Abstimmung im Dezember 2011 entschied sich der Stadtrat jedoch gegen den Neubau und damit für die Sanierung.

### Sanierung ab 2013
Die OsnabrückHalle wurde von März bis September 2013 umfassend saniert. In diesem ersten Bauabschnitt entstanden im Erdgeschoss u. a. drei neue Tagungsräume, ein klar strukturiertes Foyer mit einer neuen Garderobenanlage sowie zwei Aufzüge, die direkt bis auf die Empore ins zweite Obergeschoss fahren. Der Europa-Saal im ersten Obergeschoss wurde ebenfalls baulich vollständig saniert und erhielt neben einer komplett erneuerten Bühnentechnik auch eine zeitgemäße Licht- und Lautsprecheranlage. Eine Glasfassade in Dreifachverglasung mit freiem Blick auf den Schlossgarten erstreckt sich vom Erdgeschoss bis ins zweite Obergeschoss. Stationäre Theken im gesamten Haus, eine helle Innengestaltung sowie moderne Technik in allen sanierten Bereichen ergänzen diesen ersten Abschnitt, mit dem die OsnabrückHalle bereits komplett barrierefrei geworden ist. Die Wiedereröffnungsfeier mit „Tag der offenen Tür“ am 28. September 2013 wurde von mehreren tausend Menschen besucht.
Im Sommer 2014 wurden ergänzend die Künstlergarderoben und der Verwaltungstrakt mit der angrenzenden Fassade saniert. Im Jahr 2015 wurde unter Einbezug des alten Gewerkschaftshauses in direkter Nachbarschaft zur OsnabrückHalle ein Hotel eröffnet. Eine spätere bauliche Verbindung des Hotels mit der Halle ist möglich. Eine weitere Sanierungsphase fand zwischen März und August 2016 statt. Dabei wurden u. a. die Tagungsräume im ersten Obergeschoss modernisiert und neu strukturiert, die komplette Außenfassade saniert und die Sanierung der Halle abgeschlossen.